# Ben Goertzel
Ben Goertzel (Rio de Janeiro, 1966. december 8. –) amerikai-brazil mesterséges intelligencia-kutató, informatikus, matematikus és bioinformatikus. Európai zsidó származású, Brazíliában született, de szülei amerikaiak voltak. 1968-ban költöztek vissza, Ben rendelkezik mindkét ország állampolgárságával. A jövőkutatás számos területén születtek művei.